# Crawfurdia championii
Crawfurdia championii är en gentianaväxtart som först beskrevs av Gardn., och fick sitt nu gällande namn av Arthur Hugh Garfit Alston. Crawfurdia championii ingår i släktet Crawfurdia och familjen gentianaväxter. Inga underarter finns listade i Catalogue of Life.